# Гашимов, Эльчин Лезги оглы
Гашимов Эльчин Лезги оглы (род. 5 сентября 1973, Баку) — азербайджанский тарист, заслуженный артист Азербайджанской Республики (2007), народный артист Азербайджанской Республики (2020).

## Жизнь и творчество
Эльчин Гашимов родился 5 сентября 1973 года в Баку. Родом из села Ахмедбейли Физулинского района, Эльчин Гашимов получил первое музыкальное образование в музыкальной школе № 8 имени Кара Караева. В 1988—1992 годах окончил музыкальное училище имени Асафа Зейналлы с отличием. В 1992—1997 годах он учился в Бакинской музыкальной академии по специальности «тар», в настоящее время является доцентом Азербайджанской национальной консерватории, а также преподает мугам по специальности тар в Музыкальном колледже.
С 1999 года является солистом оркестра Азербайджанского государственного академического театра оперы и балета. Исполнял мугамную партию в постановке «Лейли и Меджнун» Узеира Гаджибекова в Стамбуле, Париже на сцене ЮНЕСКО, в Катаре, Швейцарии, Таджикистане и других странах. Также выступал в опере «Натаван» Васифа Адигезалова, «Гялин Гаясы» Шефиги Ахундовой, балете «Томрис», оперетте «Не та, так эта» Узеира Гаджибекова. Представлял Азербайджан на вступлении в Совет Европы в Страсбурге. В 2001 году участвовал в фестивале «Шелковый путь» в Вашингтоне, в 2002 году выступал с оркестром «Atlas Ensemble» вместе с музыкантами со всего мира. На международном музыкальном фестивале «Шарк Тароналари» в Самарканде занял второе место.
В 2005 году активно способствовал выявлению молодых ханенде на первом телевизионном конкурсе мугама.
Эльчин Гашимов вместе с народным артистом ханенде Мансумом Ибрагимовым и заслуженным артистом, исполнителем на каманче Эльнуром Ахмедовым создали группу «Карабах мугам», с которой популяризировали азербайджанскую национальную музыку в таких странах, как США, Турция, Великобритания, Россия, Украина, Бельгия, Латвия, Беларусь, Иран, Вьетнам, Египет, Люксембург, Норвегия, Китай, Узбекистан, Италия, Бразилия, Эфиопия, Кувейт, Испания, Нидерланды, Германия, Грузия, Венгрия, Дания, Франция, Швейцария и другие.
В 2012 году они приняли участие в музыкальном фестивале Womex в Копенгагене, Дания.
Трио «Карабах» выпустило три компакт-диска с национальной музыкой и восточными мелодиями, а также три DVD-диска с концертными программами за рубежом.
Кроме того, у него есть крупные проекты мирового уровня. Один из них — проект «Salam Hola» профессора Сиявуша Карими с музыкантами из Южной Америки.
Другой проект — симфонический мугам. В Измире, Лондоне, Минске, Киеве они исполнили мугам с симфоническим оркестром под руководством народного артиста профессора Ялчина Адыгезалова.
В 2009 году в Баку вместе с певцом Тайаром Байрамовым участвовал в международном конкурсе исполнителей мугама, где получил Гран-при.
Он является лауреатом премии Фонда Гейдара Алиева.
С его участием был подготовлен сборник дисков с мугамами для молодых ханенде в рамках поддержки Фонда Гейдара Алиева.
Исполнил 7 основных мугамов в сольной версии, которые были включены в золотой фонд.

## Награды
- 15 мая 2007 года удостоен звания заслуженного артиста Азербайджанской Республики[2].
- 30 апреля 2014 года, 6 мая 2015 года, 6 мая 2016 года, 1 мая 2017 года и 9 мая 2018 года был удостоен президентской премии.
- 30 декабря 2020 года удостоен звания народного артиста Азербайджанской Республики[3].

## Фильмография
1. Расстрелянные статуи (2002)
2. Махалля 2 в Москве (2004)
3. Мешади Ибад 94 (2005)
4. Мы вернемся (2007)